# 1978 v hudbě
Tento článek obsahuje události související s hudbou, které proběhly v roce 1978.

## Zaniklé skupiny
- Be–Bop Deluxe
- Geordie
- Television
- Van der Graaf Generator

## Narození
- 2. listopadu – Viktoriya Yermolyeva, pianistka

## Zemřeli
- 23. ledna – Terry Kath, zpěvák a kytarista Chicago
- 31. ledna – Greg Herbert, saxofonista Blood, Sweat & Tears
- 11. března – Claude François, singer–songwriter
- 21. dubna – Sandy Denny, zpěvačka ve Fairport Convention a Fotheringay
- 1. května – Aram Chačaturjan, skladatel
- 7. září – Keith Moon, bubeník skupiny The Who
- 9. října – Jacques Brel, zpěvák a písničkář
- 23. října – Maybelle Carter (Addington), americká country zpěvačka, člen skupiny Carter Family
- 26. října – Miloslav Bureš (Praha), trumpetista, člen a sólista Orchestru Čs. televize

## Alba

### Domácí
- Mauglí – Barnodaj
- Spirituály a balady – Spirituál kvintet
- Žízeň – Pražský výběr

### Zahraniční
- 2Hot – Peaches & Herb
- Ace Frehley – Ace Frehley
- Adventure – Television
- All Mod Cons – The Jam, punk
- Along the Red Ledge – Hall & Oates
- And Then There Were Three – Genesis
- Bad Boy – Ringo Starr
- Barbra Streisand's Greatest Hits – Volume 2 – Barbra Streisand
- Body Metta – Ornette Coleman
- Bootsy! Player Of The Year–Bootsy's Rubber Band
- Boys in the Trees – Carly Simon
- Bursting Out – Jethro Tull
- But Seriously Folks – Joe Walsh
- The Cars – The Cars (debut)
- Central Heating – Heatwave
- Chairs Missing – Wire
- Champagne Jam – Atlanta Rhythm Section
- City To City – Gerry Rafferty
- Come and Get It – Rick James
- Comes A Time – Neil Young
- Darkness on the Edge of Town – Bruce Springsteen
- David Gilmour – David Gilmour
- Destiny – The Jacksons
- Dire Straits (album) – Dire Straits (debut)
- Dog & Butterfly – Heart
- Don't Look Back – Boston
- Easter – Patti Smith
- Equinoxe – Jean Michel Jarre
- Eternally Yours – The Saints
- A Fantasy Love Affair – Peter Brown
- The Feeding of the 5000 – Crass
- For You – Prince (debut)
- Flamin' Groovies Now! – The Flamin' Groovies
- From the Inside – Alice Cooper
- Funk Or Walk – The Brides Of Funkenstein
- The Gambler – Kenny Rogers
- Gene Simmons – Gene Simmons, Kiss
- Génération 78 / Voilà pourquoi je chante / Ça me fait rêver – Dalida
- Germ Free Adolescents – X–Ray Spex,punk
- Giant – Nohnnie 'Guitar' Watson
- Girl Most Likely – Claudja Barry
- Give 'Em Enough Rope – The Clash
- Golden Country Origins – Bill Haley
- Grease – Original Soundtrack, V.A.
- Greatest Hits – Captain & Tennille
- Greatest Hits (1974–1978) – Steve Miller Band
- Heaven Tonight – Cheap Trick
- Heavy Horses – Jethro Tull
- Hemispheres – Rush
- Hermit of Mink Hollow – Todd Rundgren
- If You Knew Suzi – Suzi Quatro
- If You Want Blood You've Got It – AC/DC
- Incantations – Mike Oldfield
- Infinity – Journey
- Is It Still Good To Ya – Ashford & Simpson
- Jazz – Queen
- Jesus of Cool – Nick Lowe
- Kaya – Bob Marley and the Wailers
- The Kick Inside – Kate Bushová
- Live & More – Donna Summer
- Live and Dangerous – Thin Lizzy
- Live In London – Helen Reddy
- London Town – Paul McCartney & Wings
- Love Tracks – Gloria Gaynor
- The Man Machine – Kraftwerk
- Minite by Minite – The Doobie Brothers
- Misfits – The Kinks
- The Modern Dance – Pere Ubu
- Molly Hatchet – Molly Hatchet (debut)
- More Songs About Buildings and Food – Talking Heads
- Motor Booty Affair – Parliament
- Modra Rijeka – Indexi
- Music for Films – Brian Eno
- Natural High – Commodores
- Never Say Die! – Black Sabbath
- New Boots And Panties – Ian Dury and the Blockheads
- No New York – Various Artists
- No Smoke Without Fire – Wishbone Ash
- Dedicato al mare Egeo,OST – Ennio Morricone
- One Nation Under A Groove – Funkadelic
- One World – John Martyn
- The Only Ones – The Only Ones, punk
- Outlandos d'Amour – The Police
- Parallel Lines – Blondie
- Paul Stanley – Paul Stanley, Kiss
- Peter Criss – Peter Criss, Kiss
- Peter Gabriel – Peter Gabriel
- Pleasure Principle–Parlet
- Powerage – AC/DC
- Radios Appear – Radio Birdman
- Raydio – Raydio
- Saturday Night Fever – Original Soundtrack, 1977–78
- The Scream – Siouxsie and the Banshees
- Shake Down Street – Grateful Dead
- So Alone – Johnny Thunders & The Heartbreakers
- Social Living – Burning Spear,Reggae
- Some Girls – The Rolling Stones
- Songbird – Barbra Streisand
- Stage (live) – David Bowie
- Stained Class – Judas Priest
- Stranger In Town – Bob Seger and the Silver Bullet Band
- Street Hassle – Lou Reed
- Street–Legal – Bob Dylan
- Studio Tan – Frank Zappa
- Thank God It's Friday (Soundtrack) – Various Artists
- Third/Sister Lovers – Big Star
- This Year's Model – Elvis Costello and the Attractions
- Time Passages – Al Stewart
- Tormato – Yes
- Toto – Toto (debut)
- Trouble – Whitesnake
- U.K. Squeeze – Squeeze
- Van Halen – Van Halen
- Von Gestern bis Heute – Die Flippers
- Waiting For Columbus – Little Feat
- Wavelength – Van Morrison
- We'll Sing In The Sunshine – Helen Reddy
- Wet Dream – Rick Wright
- What Do You Want From Live? – The Tubes
- Who Are You – The Who
- You're Gonna Get It! – Tom Petty & The Heartbreakers
- XII – Barclay James Harvest

## Hity
domácí
- - Marsyas – Zmrzlinář
  - Javory – Javory

zahraniční
- Baby Come Back – Player
- Baker Street – Gerry Rafferty
- Because the Night – Pati Smith
- Black Betty – Ram Jam
- Summer Night City – ABBA
- Hit Me with Your Rythm Stick – Ian Dury and the Blockheads
- One Nation Under A Groove – Funkadelic
- Imaginary Lover – Atlanta Rythm Section
- Miss You – The Rolling Stones
- Grease – Frankie Vari
- Prove it All Night – Bruce Springsteen
- Shadow Dansing – Andy Gibb
- "Love is Thicker Than Water" – Andy Gibb
- "Every 1's a Winner" – Hot Chocolate
- "Every Kinda People" – Robert Palmer
- "Everybody Dance" – Chic
- "Feels So Good" – Chuck Mangione
- "Flash Light" –Parliament
- "Fly At Night" – Chilliwack
- "FM (No Static at All)" – Steely Dan
- "Follow You, Follow Me" – Genesis
- "Fool (If You Think It's Over)" – Chris Rea
- "Forever Autumn" – Justin Hayward
- "The Gambler" – Kenny Rogers
- "Germfree Adolescents" – X-Ray Spex
- "Give Me Everything" – Magazine (band)|Magazine
- "With a Little Luck" – Paul McCartney and Wings
- "Fantasy","Got to Get You into My Life" – Earth, Wind & Fire
- "Monster" - Pink Lady

## Hudební film
Kiss Meets the Phantom of the Park